# Georges Mikautadze
Georges Mikautadze (* 31. října 2000 Lyon) je gruzínský profesionální fotbalista, který hraje na pozici útočníka za francouzský klub FC Metz a za gruzínský národní tým.

## Klubová kariéra
Mikautadze začal hrát fotbal v akademii Olympique Lyon. V roce 2017 se přesunul do mládeže FC Metz.
V červnu 2020 byl Mikautadze jedním ze šesti hráčů Metz, kteří odešli na hostování do belgického týmu RFC Seraing. V belgické druhé nejvyšší soutěži vstřelil 19 branek ve 21 zápasech a pomohl klubu k postupu do Jupiler Pro League. V létě 2021 bylo jeho prodloužení v Seraingu prodlouženo o další sezónu, v níž se Mikautadze prosadil čtrnáctkrát.
Sezónu 2022/23 strávil Mikautadze v Métách a 23 brankami v 37 zápasech v Ligue 2 pomohl svému mateřskému klubu k vítězství v druhé lize a k postupu do Ligue 1. Na konci sezony se stal nejlepším střelcem a zároveň byl zvolen nejlepším hráčem ligy.
Dne 30. srpna 2023 přestoupil Mikautadze do nizozemského Ajaxu. V podzimní části sezóny nastoupil jen do šesti soutěžních zápasů a v zimě odešel na hostování s opcí zpátky do FC Metz.
V dresu Mét vstřelil 14 branek ve 22 jarních soutěžních zápasech, nicméně nedokázal zabránit sestupu do Ligue 2.

## Reprezentační kariéra
Mikautadze dostal v březnu 2021 od francouzského trenéra Willyho Sagnola první pozvánku do gruzínské reprezentace. Novinářům řekl, že o hraní za Gruzii snil už od dětství. Mikautadze debutoval v gruzínském národním týmu 25. března 2021 v kvalifikaci na mistrovství světa 2022 v zápase proti Švédsku.
V červnu 2024 byl nominován na závěrečný turnaj EURO 2024, jednalo se o historicky první velký turnaj, na který Gruzie postoupila. 18. června vstřelil první gól své země v historii mistrovství Evropy, když v úvodním zápase proti Turecku srovnal na 1:1. Turecký tým ale dokázal v utkání zvítězit 3:1.